# Vân tước Fischer
Vân tước Fischer, tên khoa học Eremopterix leucopareia, là một loài chim trong họ Alaudidae.
Vân tước Fischer được tìm thấy từ miền trung Kenya đến miền đông Zambia, Malawi và Mozambique phía tây bắc. Môi trường sống tự nhiên của chúng là đồng cỏ khô nhiệt đới hoặc cận nhiệt đới.